# Músicos (tapeçaria)
Músicos é uma tapeçaria, de autoria de Di Cavalcanti, de 1961. A obra foi produzida especialmente para a biblioteca do Palácio da Alvorada, em Brasília, encomendada por Oscar Niemeyer. É uma das raras peças de tapeçarias concebidas pelo artista, avaliada em 5 milhões de reais. Homenageia a música brasileira, em especial o samba. Na década de 2020 foi danificada na estadia de Jair Bolsonaro no palácio.

## História
No início da década de 1960, Di Cavalcanti desenhou as figuras e solicitou que o trabalho fosse executado pelo ateliê parisiense Tapisserie Aubusson. As grandes dimensões, das pinturas, murais, azulejos e tapeçarias produzidas na época — por artistas como Di Cavalcanti — estavam inseridos no projeto modernista de integração das artes na arquitetura. Nesse sentido, a tapeçaria tem a função de ocupar os grandes espaços, tornando a arquitetura mais dinâmica e leve.
A peça, assim como a pintura As Mulatas, integra a série de obras de Di Cavalcanti inspiradas pela técnica do muralismo, em especial o mexicano.
Durante o governo bolsonaro a tapeçaria Músicos foi transferida da biblioteca para a sala de Estado, para que fossem instalados, em seu lugar, os equipamentos utilizados nas lives do ex-presidente. Nesta mudança, a obra desbotou por conta de uma exposição a luz solar.